# X2 (album)
| Recensione | Giudizio |
| ---------- | -------- |
| Newsic     | 7,25/10  |
| Rockit     | Positivo |

X2 è il primo album in studio del DJ producer e rapper italiano Sick Luke, pubblicato il 7 gennaio 2022 dalla Carosello Records.

## Descrizione
Il disco è stato annunciato dall'artista il 24 novembre 2021 attraverso Instagram, e si compone di diciassette brani, tra cui i singoli La strega del frutteto e Solite pare.

## Tracce
1. Notte scura (feat. Gazzelle, Tedua) – 2:56
2. Creatur (feat. Geolier, Ernia) – 3:11
3. Il giorno più triste del mondo (feat. Ariete, Mecna) – 3:11
4. Solite pare (feat. Thasup, Sfera Ebbasta) – 3:31
5. Falena (feat. Franco126, Coez, Ketama126) – 3:35
6. Dream Team (feat. Pyrex, Capo Plaza, Tedua, Shiva) – 2:38
7. Hentai (feat. Ghali, Tony Effe) – 3:17
8. La strega del frutteto (feat. Chiello, Madame) – 3:05
9. Clochard (feat. Taxi B, Pyrex) – 2:56
10. Sogni matti (feat. Leon Faun, Drast) – 3:17
11. Faccio cose (feat. Jake La Furia, Fabri Fibra, Izi) – 2:57
12. Mosaici (feat. Gaia, Carl Brave) – 3:19
13. Temporale (feat. Ketama126, Izi, Luchè) – 3:16
14. Funeral Party (feat. Cosmo, Pop X) – 3:56
15. Pezzi da 20 (feat. Emis Killa, Side Baby) – 2:20
16. Camel e malinconia (feat. Psicologi, CoCo) – 2:54
17. Libertà (feat. Duke Montana) – 3:35

Tracce bonus nell'edizione deluxe
1. Occhi coltello (feat. Lil Kvneki, Gemitaiz, Massimo Pericolo, Giorgio Poi) – 3:33
2. Audi (feat. Rhove, Capo Plaza) – 2:40
3. Domani ti chiamo (feat. Tananai, Bnkr44) – 3:19
4. Nella casa di Dio (feat. Tony Effe, Paky, J Lord) – 3:01
5. Vuoto dentro (feat. Mara Sattei, Bresh) – 3:32
6. Mary Poppin (feat. Thelonious B, Zyrtck, Radical, Side Baby) – 3:05

## Successo commerciale
X2 è risultato essere il terzo album più ascoltato al mondo su Spotify durante la prima settimana, secondo solo a Dawn FM di The Weeknd e DS4Ever di Gunna.
In Italia ha conquistato la vetta della Classifica FIMI Album e quella relativa ai vinili; contemporaneamente, tutti i brani dell'album fanno il loro ingresso nella Top Singoli, con Solite pare primo, Dream Team secondo e Falena terzo. Il 24 gennaio 2022 Solite pare viene certificato disco d'oro, poi certificato disco di platino il 7 marzo 2022, mentre X2 viene certificato disco d'oro in due settimane dalla pubblicazione e poi disco di platino il 21 febbraio 2022. L'album risulta essere l'album più venduto dell'anno secondo le stime di vendita del 22 marzo 2022.

## Classifiche

### Classifiche settimanali
| Classifica (2022) | Posizione massima |
| ----------------- | ----------------- |
| Italia            | 1                 |

### Classifiche di fine anno
| Classifica (2022) | Posizione |
| ----------------- | --------- |
| Italia            | 10        |
| Classifica (2023) | Posizione |
| Italia            | 75        |